# Lake of the Woods (Kalifornia)
Lake of the Woods statisztikai település az USA Kalifornia államában, Kern megyében. Lakosainak száma 790 fő (2020. április 1.).
Az „Erdők tava” nevet Florence Cuddy úttörő adta a közösségnek 1925-ös megalapításakor. A víztározó, amelyről a nevét kapta, 1962 óta száraz, amikor a gátja átszakadt.

## Népesség
A település népességének változása:

| 2010 | 917 |
| 2020 | 790 |